# Pentopetia
Pentopetia es un género de plantas perteneciente a la familia de las apocináceas con 27 especies fanerógamas . Es originario de África.

## Descripción
Son enredaderas sufrútices. Brotes lenticelados, glabros o pubescentes, con tricomas rojizos, unicelulares. Las hojas son opuestas o fasciculadas; herbáceas,  coriáceas, de 0.5-8 cm de largo y 0.1-3 cm de ancho, lineales, elípticas, ovales u obovados, basalmente cordadas a truncadas o cuneadas, el ápice agudo a acuminado, glabras o densamente pubescentes a tomentosas.
Las inflorescencias son axilares o terminales, más cortas o más largas que las hojas adyacentes, con 1-15 flores, con pedúnculos casi tan largos como los pedicelos,  por lo general glabros.

## Distribución y hábitat
Se encuentra en África en Madagascar, Comoras, Seychelles y Aldabra en el bosque seco, sabana y la vegetación de matorral en alturas de 0-2.000 metros.

## Especies seleccionadas
- Pentopetia alba
- Pentopetia albicans
- Pentopetia androsaemifolia
- Pentopetia bidens
- Pentopetia boinensis
- Lista completa de especies